# Robynne Thompson
Robynne Thompson (* 27. Oktober 1991) ist eine kanadische Skeletonsportlerin.
Robynne Thompson lebt in Calgary. Sie begann 2007 mit dem Skeletonsport. Ihr erstes Rennen im Leistungsbereich bestritt sie im Rahmen des Skeleton-America’s-Cups. Im Januar 2008 debütierte sie in Calgary und wurde dort Zehntplatzierte. 2009 erreichte die Kanadierin in Lake Placid als Neunt- und Fünftplatzierte erste einstellige Platzierungen. Zum Auftakt der Saison 2009/10 musste sich Thompson in Park City nur noch Diana Gruber geschlagen geben. Im folgenden Rennen wurde sie an selber Stelle Dritte, in Calgary wenig später nochmals Zweite hinter Lanette Prediger. Sie startete in sieben der acht Saisonrennen und erreichte als schlechteste Platzierung einen achten Platz in Lake Placid. In der Gesamtwertung wurde die Kanadierin hinter Jaclyn Laberge und Prediger Dritte der Gesamtwertung.
Bei der Weltmeisterschaft 2011 in Königssee erreichte Thompson Platz elf.